# Ultrasaurus
Ultrasaurus tabriensis is de naam die gegeven werd aan fossiel materiaal van een uitgestorven sauropode dinosauriër uit Korea. De naam geldt tegenwoordig als een nomen dubium.
In 1979 bedacht amateurpaleontoloog Jim Jensen de informele naam 'Ultrasaurus' voor een aantal botten van een gigantische brachiosauride die hij in de Dry Mesa Quarry in Utah gevonden had. Door de enorme omvang trok het dier veel journalistieke belangstelling en de naam werd veelvuldig in de pers genoemd. De Zuid-Koreaanse paleontoloog Kim Haang Mook dacht daarom dat het een officiële gepubliceerde naam was. Toen hij in 1983 een eigen vondst van een brachiosauride beschreef, benoemde hij die met de naam U. tabriensis; de soortaanduiding verwijst naar de vindplaats Tabri. Zo werd hij onbedoeld de naamgever van Ultrasaurus. George Olshevsky hernoemde hierop in 1991 Jensens vondst tot Ultrasauros, nadat Jensen zelf nog eerst in 1985 de naam "Ultrasaurus" gepubliceerd had, zich niet bewust van Kims eerdere publicatie die prioriteit heeft.
De vondst van Kim, in een laag uit het vroege Krijt (Albien-Aptien), bestond uit een stuk opperarmbeen en wat stukken van ruggenwervels. Het materiaal is erg slecht. Kim zag bijvoorbeeld het opperarmbeen voor een stuk ellepijp aan, een bot dat veel smaller is, wat leidde tot een sterk overdreven schatting van de grootte — dit was voor Kim de reden het aan de gigant Ultrasaurus toe te wijzen. Hoewel de botten duidelijk aan een sauropode toebehoren, zijn ze verder niet diagnostisch: het kan vermoedelijk nooit vastgesteld worden of ander materiaal tot dezelfde soort behoort. Zo'n naam heet een nomen dubium.
Overigens eindigde ook Ultrasauros als een niet-valide naam want het materiaal daarvan bleek te zijn samengesteld uit delen van vermoedelijk Brachiosaurus altithorax en een lid van de Diplodocidae: Supersaurus.